# Tephrina pumicaria
Tephrina pumicaria là một loài bướm đêm trong họ Geometridae.